# Bolsa Família

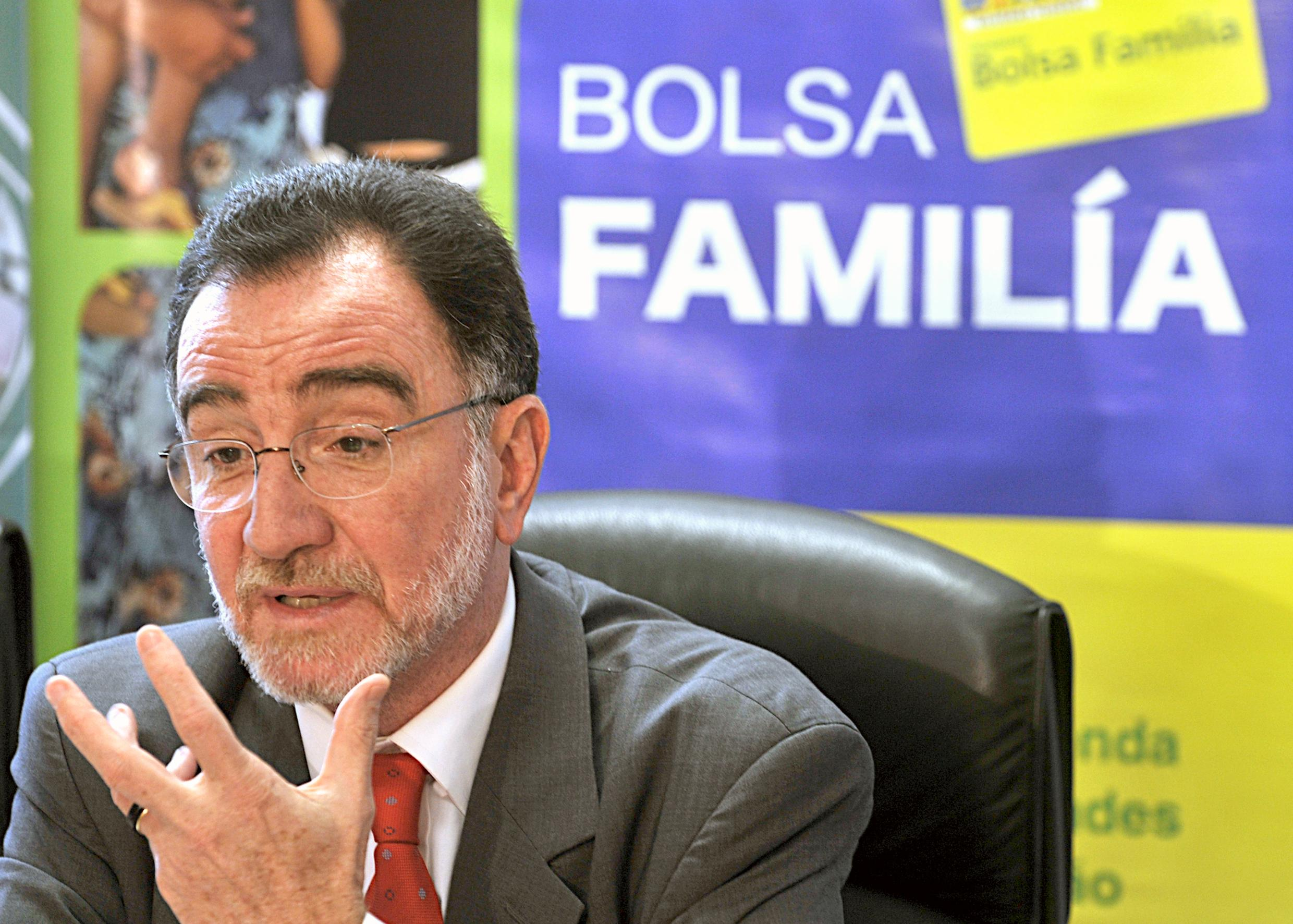
Minister för social utveckling och fattigdomsbekämpning Patrus Ananias diskuterar Bolsa Familia

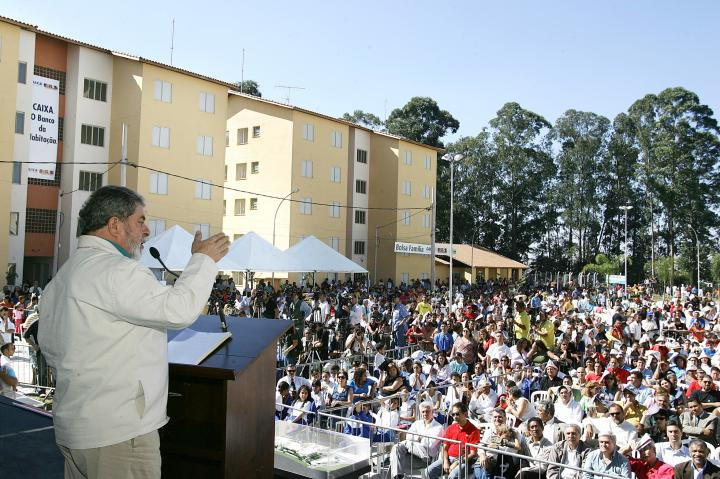
President Lula håller ett tal till mottagare av Bolsa Família och andra federala bidrag i Diadema

Bolsa Familia (Bolsa Família, på svenska möjligen "familjebidrag") är ett välfärdsprogram i Brasilien. Det är en central del av den välfärdsprogrammet Fome Zero (nollhunger) och kärnan i president Luiz Inácio Lula da Silva socialpolitik. Fattiga brasilianska familjer får bidraget, som är utformat som en Conditional Cash Transfer (villkorad transferering) där villkoret är att deras barn går i skolan och är vaccinerade. I slutet av 2008 nådde bidraget 11,3 miljoner familjer, 46 miljoner människor, vilket är ungefär en fjärdedel av hela Brasiliens befolkning.

## Artiklar
- Basic Income and Employment in Brasil (2007)[död länk]
- Bolsa Familia in Brazil: Context, concept and impacts (2009)